# Geochorda glechomodes
Geochorda glechomodes là một loài thực vật có hoa trong họ Mã đề. Loài này được (Spreng.) Kuntze mô tả khoa học đầu tiên năm 1898.